# Aire urbaine de Rethel
L'aire urbaine de Rethel est une aire urbaine française centrée sur la ville de Rethel.

## Caractéristiques
D'après la définition qu'en donne l'INSEE, l'aire urbaine de Rethel est composée de 16 communes, situées dans les Ardennes. Ses 13 928 habitants font d'elle la 322e aire urbaine de France.
3 communes de l'aire urbaine sont des pôles urbains.
Le tableau suivant détaille la répartition de l'aire urbaine sur le département (les pourcentages s'entendent en proportion du département) :
| Département | Communes | Communes (%) | Superficie (km²) | Superficie (%) | Population (1999) | Population (%) |
| ----------- | -------- | ------------ | ---------------- | -------------- | ----------------- | -------------- |
| Ardennes    | 16       | 3,5          | 158,43           | 3,0            | 13 928            | 4,8            |

## Communes
Voici la liste des communes françaises de l'aire urbaine de Rethel.
| Code INSEE | Commune            | Type                  | Département | Superficie (km²) | Population (1999) | Densité (hab./km²) |
| ---------- | ------------------ | --------------------- | ----------- | ---------------- | ----------------- | ------------------ |
| 08001      | Acy-Romance        | Pôle urbain           | Ardennes    | +0011,13         | +00 000443,       | +00039,8           |
| 08008      | Amagne             | Commune monopolarisée | Ardennes    | +0009,32         | +00 000705,       | +00075,64          |
| 08021      | Arnicourt          | Commune monopolarisée | Ardennes    | +0008,33         | +00 000139,       | +00016,69          |
| 08048      | Barby              | Commune monopolarisée | Ardennes    | +0011,32         | +00 000352,       | +00031,1           |
| 08062      | Bertoncourt        | Commune monopolarisée | Ardennes    | +0006,83         | +00 000147,       | +00021,52          |
| 08064      | Biermes            | Commune monopolarisée | Ardennes    | +0007,96         | +00 000246,       | +00030,9           |
| 08133      | Coucy              | Commune monopolarisée | Ardennes    | +0006,39         | +00 000488,       | +00076,37          |
| 08144      | Doux               | Commune monopolarisée | Ardennes    | +0006,52         | +000 00076,       | +00011,66          |
| 08150      | Écly               | Commune monopolarisée | Ardennes    | +0009,36         | +00 000177,       | +00018,91          |
| 08165      | Faux               | Commune monopolarisée | Ardennes    | +0003,28         | +000 00051,       | +00015,55          |
| 08313      | Nanteuil-sur-Aisne | Commune monopolarisée | Ardennes    | +0007,92         | +00 000125,       | +00015,78          |
| 08330      | Novy-Chevrières    | Commune monopolarisée | Ardennes    | +0017,2          | +00 000549,       | +00031,92          |
| 08362      | Rethel             | Pôle urbain           | Ardennes    | +0018,58         | +0 0008 052,      | +00433,37          |
| 08403      | Sault-lès-Rethel   | Pôle urbain           | Ardennes    | +0006,45         | +0 0001 919,      | +00297,52          |
| 08427      | Sorbon             | Commune monopolarisée | Ardennes    | +0014,43         | +00 000216,       | +00014,97          |
| 08452      | Thugny-Trugny      | Commune monopolarisée | Ardennes    | +0013,41         | +00 000243,       | +00018,12          |
|            | Total              |                       |             | +0158,43         | +00013 928,       | +00087,91          |